# Parafia Przemienienia Pańskiego w Bobrownikach Śląskich
Parafia Przemienienia Pańskiego w Tarnowskich Górach-Bobrownikach Śląskich – należy do dekanatu Żyglin w diecezji gliwickiej.

## Historia powstania kościoła i parafii
Kamień węgielny pod nowy kościół w Bobrownikach Śląskich został poświęcony 10 lipca 1910 roku. 19 listopada 1911 roku proboszcz i dziekan z Radzionkowa ks. Józef Konietzko konsekrował kościół. Parafia została powołana dnia 29 sierpnia 1925 roku. Początkowo obejmowała Bobrowniki Śląskie, Piekary Rudne, Blachówkę, Lazarówkę i Segiet. Od 1992 roku należy do diecezji gliwickiej w dekanacie Stare Tarnowice.

## Ulice należące do parafii
23 Stycznia, Św. Barbary, Barytowa, Bolesława Śmiałego, Bukowa, Galmanowa, Głogowa, Główna, Góralska, Grunwaldzka, Henryka Brodatego, Królowej Jadwigi, Jemiołowa, Jodłowa, Kalcytowa, Kalinowa, Kazimierza Wielkiego, Jana Kazimierza, Kłosowa, Kopalniana, Korola, Kościuszkowców, Krucza, Kurka, Krzywoustego, Leszczynowa, Mała (Osada Segiet), Parkowa, E. Plater, Podmiejska, Prochowa, Przedwiośnie, Puszkina, Radzionkowska, Rodło, gen. Sikorskiego, ks. P. Skargi, ks. W. Sojki, Spacerowa, L. Staffa, Stefana Batorego, Strzelczyka, Strzelnicza, Swobodna, Świetlana, Tarninowa, Topolowa, Walecznych, Wapienna, Wilcza, Wolskiego, Zwycięstwa